# 南魚沼市
南魚沼市（日语：／ Minamiuonuma shi */?）為位于日本新潟縣中越地方的城市，當地名產為越光米。南魚沼市也是直江兼續和上杉景勝的出生地。當地於2004年11月1日由南魚沼郡内六日町和大和町合併成的。2005年10月1日，鹽澤町編入市內。

## 行政
市長
- 井口一郎（日语：井口一郎）（2004年11月28日 - 2016年11月27日）
- 林茂男（2016年11月28日 - ）

## 事件
- 2004年10月23日，新潟縣中越地震
- 2012年5月24日，八箇峠隧道（日语：八箇峠トンネル）天然氣爆炸事件

## 出身名人

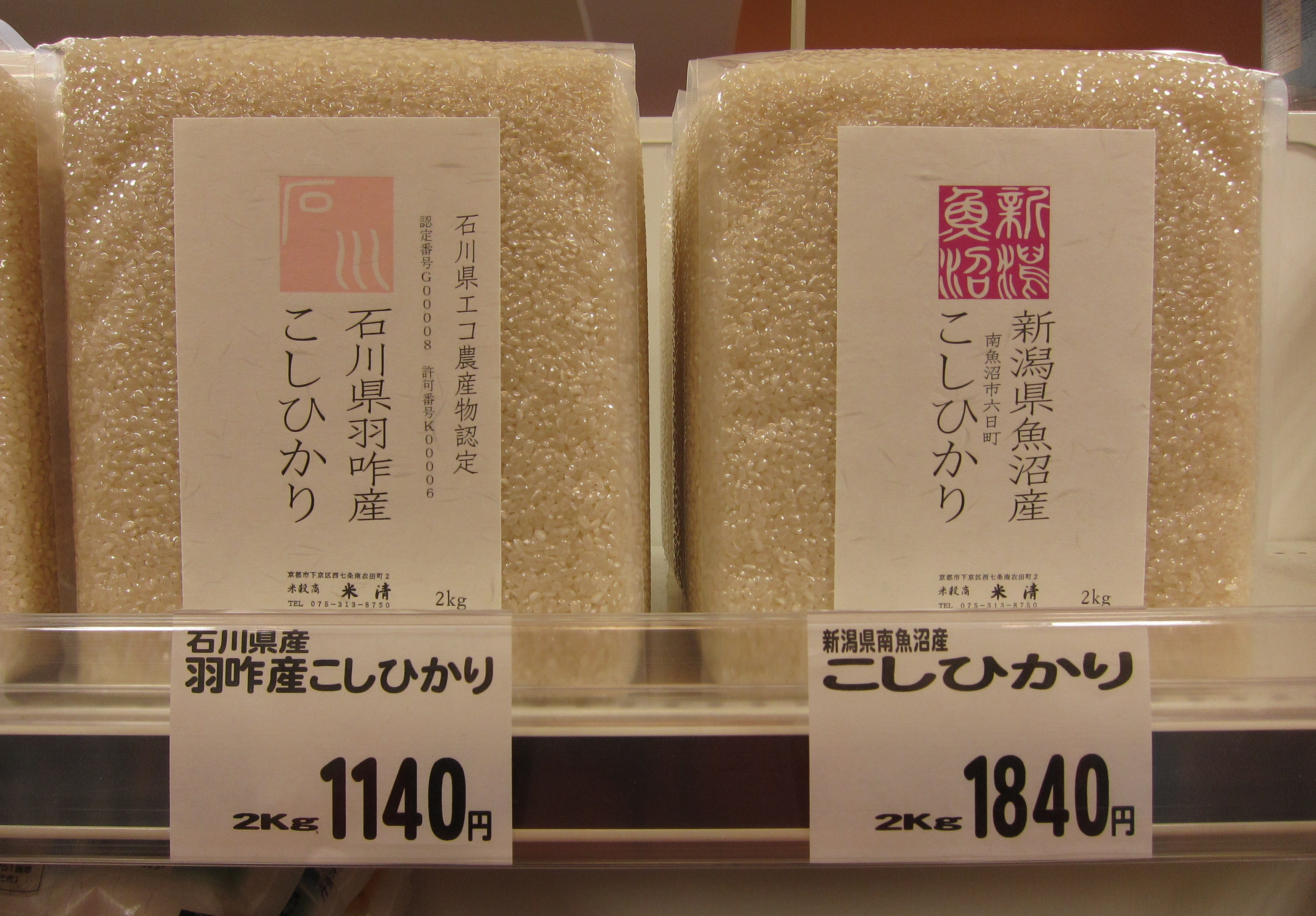
南魚沼市越光米是越光中極品

- 上杉景勝 - 戰國大名
- 直江兼續 - 戰國武將

## 外部連結
- 南魚沼市（页面存档备份，存于）